# Assentament Oriental
L'Assentament Oriental (nòrdic antic Eystribyggð) va ser la primera i més gran de les tres àrees de la Groenlàndia nòrdica, es van establir c. 985 pels nòrdics d'Islàndia. En el seu apogeu, acollia aproximadament 4.000 habitants. L'últim registre escrit de l'assentament oriental és un casament solemnitzat en 1408, situant-lo uns 50 anys més tard que la fi del més septentrional Assentament Occidental. Es troba a l'àrea de l'actual Qaqortoq (Julianehåb).
Malgrat el seu nom, l'Assentament Oriental era més al sud que a l'est del seu company, i, com l'Assentament Occidental, era situada a la punta sud-occidental de Groenlàndia al capdavant dels llargs fiords com el de Tunulliarfik o Eiriksfjord, Igaliku o Einarsfjord, i el Sermilik (vegeu el mapa a la dreta).
S'han trobat aproximadament 500 grups de ruïnes de granges nòrdiques a l'àrea, incloses les ruïnes de 16 esglésies, incloses Brattahlíð, Dyrnæs, Garðar, Hvalsey i Herjolfsnes. El districte de Vatnahverfi al sud-est d'Einarsfjord tenia algunes de les millors terres pastorals de la colònia, i comptava amb el 10% de tots coneguts llocs de granja a l'Assentament Oriental.
L'economia dels assentaments nòrdics medievals es basava en la cria de bestiar, principalment ovelles i vaques, amb un suplement important de caça de foques. Un deteriorament del clima en el segle xiv podria haver augmentat la demanda de farratge per a l'hivern al mateix temps que minvava la productivitat dels prats. L'anàlisi isotòpica dels ossos trobats en les investigacions arqueològiques als assentaments nòrdics va trobar que la pesca ha tingut un paper econòmic en augment cap al final de la vida de l'assentament. Mentre que la dieta dels primers colons consistia en un 80 % de productes agrícoles i el 20% d'aliments marins, des del segle xiv la Groenlàndia nòrdica la dieta marina augmentà al 50-80%.
En la tradició dels kalaallit (inuits de Groenlàndia) hi ha una llegenda sobre Hvalsey. Segons aquesta llegenda, hi havia una guerra oberta entre el cap nòrdic Ungortoq i el líder inuit K'aissape. Els inuit van fer un atac massiu contra Hvalsey i van incendiar els nòrdics dins de les seves cases, però Ungortoq va escapar amb la seva família. K'aissape el va conquerir després d'una llarga persecució, que va acabar a prop de cap Farvel. Tanmateix, segons els estudis arqueològics, no hi ha cap signe d'una conflagració. S'han ofert altres explicacions inclosa l'erosió del sòl a causa del sobrepastura i els efectes de la Mort Negra.